# نوفل‌لوشاتو
نوفل لو شاتو(به فرانسوی: Neauphle-le-Château) روستایی در نزدیکی پاریس، فرانسه است. شهرت این روستا به دلیل اقامت سید روح الله خمینی از اواسط مهر تا ۱۱ بهمن ۱۳۵۷ در آنجا است که باعث جلب توجه رسانه‌های جهان به این روستای تفریحی شد.
در تهران خیابانی با نام نوفل‌لوشاتو وجود دارد. مدتی نام بخش کهک شهرستان قم به نوفل‌لوشاتو تغییر یافته بود. در تهران و مشهد و سیرجان نیز خیابانی با این نام وجود دارد.

## اقامت خمینی
با بالاگرفتن انقلاب ۱۳۵۷ حکومت پهلوی با دولت صدام حسین برای اخراج خمینی از عراق رایزنی کرد. در نهایت دولت عراق دستور به اخراج خمینی داد. ابراهیم یزدی در مصاحبه‌های مختلف گفته او کسی بوده که پیشنهاد کرده خمینی به پاریس برود. با مخالفت دولت کویت برای ورود خمینی، او به پاریس رفت و در آپارتمانی در این شهر ساکن شد. پس از مدت کوتاهی، شخصی به نام مهدی عسگری که همسری فرانسوی داشته، پیشنهاد می‌کند که خمینی در ویلای تابستانی همسرش زندگی کند. مهدی عسگری گفت که این ویلا در حال حاضر خالی است و خمینی و اطرافیانش می‌توانند در آن ساکن شوند.

## ممنوعیت یادبود اقامت سید روح الله خمینی در نوفل لوشاتو
تا سال ۱۴۰۱ در محلی که خمینی پیش از بازگشت به ایران آن‌جا اقامت داشت تابلویی نصب شده بود که روی آن متنی به زبان فارسی و فرانسه به همراه تصویر او وجود داشت. در دی ۱۴۰۱ و پیرو مناقشاتی که پس از خیزش ۱۴۰۱ ایران و چاپ کاریکاتورهای علی خامنه‌ای در نشریهٔ شارلی ابدو بین حکومت ایران و فرانسه پیش آمد، شهردار نوفل لوشاتو اعلام کرد تابلوی مذکور از انظار عمومی پنهان خواهد شد. در ۵ بهمن ۱۴۰۱ افراد ناشناس شیشهٔ تابلو را شکسته و عکس خمینی را از قاب چوبی آن درآورده و تخریب کردند. چند روز بعد شهرداری نوفل لوشاتو دستوری صادر کرد که بر اساس آن نصب هرگونه تصویر و پوستر برای یادبود اقامت خمینی در این شهر ممنوع است. در دستور شهرداری نوفل‌لوشاتو آمده‌است: 
بنای یادبودی که از سال ۲۰۱۷ در حیاط اقامتگاه خمینی در این شهرک همراه با تصویر او نصب شده و از خیابان نیز قابل رؤیت بود، ستایشگر جنایات جمهوری اسلامی و نقض مکرر حقوق بشر در ایران است و دیگر در خاک فرانسه قابل تحمل نیست.
شهرداری نوفل‌لوشاتو ضمن ممنوعیت یادبود و ستایش خمینی تصمیم گرفته در دفاع از جنبش زن، زندگی، آزادی یک اثر هنری در این شهرک نصب کند.